# 佐野徹夜
佐野 徹夜（さの てつや、1987年1月23日 - ）は、日本の小説家。京都府出身。

## 経歴
同志社大学文学部卒業。大学を卒業後は会社に勤める。しかし、小説を完成させるため、退職をしたということを小説のあとがきで語っている。2016年10月、投稿作『君は月夜に光り輝く』が第23回電撃小説大賞で大賞に選出され、改稿した同作でメディアワークス文庫からデビューした。『君は月夜に光り輝く』の前にも電撃小説大賞に応募したが、落選。その作品を大幅に改稿した作品が『さよなら世界の終わり』。
『君は月夜に光り輝く』は装丁を担当したloundrawの人気もあり2018年12月時点で累計発行部数30万部を突破。月川翔監督、永野芽郁と北村匠海のW主演で2019年3月15日に同名タイトルの実写版映画の公開が決定している。また、月刊誌『ダ・ヴィンチ』では、漫画版が連載され、佐野の大学時代の友人のマツセダイチが作画を担当している。ペンネームの由来については「よく徹夜することから」と語っている。

## 受賞・候補歴
- 2016年10月 『君は月夜に光り輝く』 - 第23回電撃小説大賞 大賞

## 作品リスト

### 単行本
- 『君は月夜に光り輝く』（メディアワークス文庫、2017年2月25日）
- 『この世界にiをこめて』（メディアワークス文庫、2017年10月25日）
- 『アオハル・ポイント』（メディアワークス文庫、2018年10月25日）
- 『君は月夜に光り輝く +Fragments』（メディアワークス文庫、2019年2月23日）
- 『さよなら世界の終わり』（新潮文庫nex、2020年5月28日）
- 『透明になれなかった僕たちのために』（河出書房新社、2023年11月9日）

### アンソロジー収録作品
- 『君に贈る15ページ』（メディアワークス文庫、2024年12月25日）「わたしたちの教室」

### 雑誌・Web掲載作品
小説作品
- 「君は月夜に光り輝く 俺の初恋の亡霊」（『電撃文庫MAGAZINE』2017年5月号 掲載）
- 「もし、キミと」（『電撃文庫MAGAZINE』2017年9月号 掲載）
- 「この世界にiをこめて 試し読み特別版」（『電撃文庫MAGAZINE』2017年11月号 掲載）
- 「君の背中をいつも見てた」（『電撃文庫MAGAZINE』2018年1月号 掲載）
- 「君は月夜に光り輝く 「渡良瀬まみずの黒歴史ノート」」（『電撃文庫MAGAZINE』2018年3月号 掲載）
- 「この世界にiをこめて 「地獄荘の住人たち」」（『電撃文庫MAGAZINE』2018年3月号 掲載）
- 「透明になれなかった僕たちのために」」（『文藝』2019年2月号 掲載）

エッセイ等
- 「小説がなかったら死んでいた」（『公募ガイド』2017年3月号 掲載）
- 「僕と誰かの高校生活 弓月さんに読まれたい」（『電撃文庫MAGAZINE』2017年7月号 掲載）
- 「僕と誰かの高校生活 自分より頭のいい奴」（『電撃文庫MAGAZINE』2017年9月号 掲載）
- 「クローズアップインタビュー 佐野徹夜」（『電撃文庫MAGAZINE』2017年11月号 掲載）
- 「僕と誰かの高校生活 彼女が妖精だった頃、僕はいつも道化師だった」（『電撃文庫MAGAZINE』2017年11月号 掲載）
- 「僕と誰かの高校生活 咳をしても一人」（『電撃文庫MAGAZINE』2018年1月号 掲載）
- 「僕と誰かの高校生活 Don't trust over 30」（『電撃文庫MAGAZINE』2018年3月号 掲載）
- 「僕と誰かの高校生活 未来にさよなら」（『電撃文庫MAGAZINE』2018年5月号 掲載）
- 「僕は小説が好きだ」（『波』2020年6月号 掲載）

漫画原作
- 「一年に一度しか会えない君の話。」（作画：伊緒直道、『comicHOWL』2023年5月10日 - 2025年5月14日）

アニメ原案
- 「僕らの雨いろプロトコル」（2023年10月 - 、テレビ朝日） - 佐野主催の創作チーム「兀兀」として